# Cyclophyllidea
Cyclophyllidea – rząd tasiemców (Cestoda) zaliczanych do podgromady tasiemców właściwych (Eucestoda). Dorosłe osobniki są pasożytami wewnętrznymi układu pokarmowego ssaków (w tym człowieka) i ptaków, a niekiedy również gadów i płazów. Ich larwy mogą jednak pasożytować także tkankach i narządach.
Ich główka (scolex) ma cztery przyssawki i z także reguły wierzchołkowy ryjek z hakami (niekiedy może on być jednak uwsteczniony lub całkowicie zredukowany). Nierzadko uzbrojone w drobne haczyki są również przyssawki. Przewody płciowe otwierają się do zatoki płciowej na krawędzi członów. Zakończona ślepo macica może niekiedy rozpadać się na odrębne torebki. Wypełnione jajami człony maciczne odrywają się od strobili.
W ich cyklu życiowym występuje jeden żywiciel pośredni, w którym rozwija się pęcherzykowaty cerkoid (wykazujący zmienność pomiędzy poszczególnymi gatunkami). Brak jest natomiast wolnożyjącego stadium larwalnego. Jeżeli żywicielem pośrednim jest stawonóg (u tasiemca szczurzego i psiego), wówczas cerkoid przyjmuję formę cysticerkoidu. U kręgowców natomiast może występować zarówno cysticerkoid (u tasiemca karłowatego), jak i cysticerkus (u tasiemca uzbrojonego i nieuzbrojonego), cenur (u tasiemca kręćkowego) oraz bąblowiec (u tasiemca bąblowcowego i bąblowca wielojamowego).